# Chiesa di San Filippo Neri (Faenza)
Centralissima chiesa barocca, la chiesa di San Filippo Neri o chiesa del Suffragio si trova a Faenza, lungo il corso Mazzini.

## Storia
Nel 1674 i Carmelitani si trasferirono nella chiesa del Carmine e la loro fu acquistata dai conti Ferniani, che la dedicarono a San Filippo Neri. Quando l’ordine di San Filippo Neri fu soppresso nel 1777 la chiesa fu data alla congregazione delle anime purganti (del Suffragio).

## I Dipinti della Chiesa

### Altare maggiore
La pala rappresenta la visione di San Filippo Neri attribuita al Guercino o ad artisti bolognesi, è stata di recente riferita ad Andrea Barbiani. L’opera dovrebbe datarsi ai primi anni del 1600, in contemporaneo al soggiorno di Barbiani a Faenza.

### Lunetta dell’Altare Maggiore
La lunetta coll’angelo vestito di azzurro che libera delle anime purganti fa riferimento al titolo del Pio suffragio. L’opera è attribuita al faentino Savino Lega che la realizzò nel 1859 in sostituzione ad un quadro che vi si trovava precedentemente ma che non aveva nessun ‘pregio. L a sostituzione viene eseguita durante il restauro del 1856 a carico di Antonio e Romolo Liverani.

### Primo Altare a sinistra
La pala rappresenta la vergine col bambino adorata da un santo in piviale vescovile. Il Montanari ed il Beltrani identificano il santo con Santo Eutropio. I due attribuiscono l’opera all’artista Giovanni Strocchi. La pala col santo Eutropio è realizzata con un gusto purista che rimanda all’ambiente romano dell'epoca. Le linee rimandano ad un classicismo sobrio già partecipante della reazione a sfavore del “capriccio” barocco. La pala viene datata agli anni ’70. Lo stile dell’opera emerge dal bozzetto ancora più che dall’affresco in sé

### Secondo Altare a sinistra
La pala raffigura San Tommaso incredulo. Il dipinto fu attribuito a Sigismondo Foschi dal Valgimigli, da Buscaroli, da Grigioni e da Corbara. La cifra del Foschi è la più simile alle temperie. Lo astato irrigidito del dipinto può anche spiegarsi collo stato di conservazione non idoneo per via delle revisioni subite. L’inserto raffigurante l'angelo è probabilmente un’aggiunta posteriore.

### Secondo Altare a destra
La pala raffigura la Madonna sopra le nuvole col bambino in braccio e San Giuseppe con cherubini, angeli e tre santi che sono probabilmente: San Liborio, Sant’ Antonio da Padova, San Francesco d’Assisi. Il dipinto fu realizzato dall’artista faentino Tommaso Missiroli. Il suo personale stile è riconoscibile per un tocco barocco che è mescolato a modelli bolognesi ed artisti locali. Lo spiccato gusto bolognese che corona l’opera ci fa attribuire il dipinto agli anni ’60-’70 dopo il soggiorno di Missiroli a Bologna.

### Madonna col bambino lattante
L’affresco viene portato nella chiesa nel 1945, prima si trovava nella chiesa Dei Servi, dove veniva adorato con il nome di Incoronata. L’opera risulta assai compromessa: l’affresco venne rovinato molto nel 1833 e fu ricostruito dall'artista Antonio Berti 22 anni dopo. L’originale può essere visto solo attraverso l’iconografia dove si può notare allattante che volge gli occhi allo spettatore, questa scena richiama le tipiche Madonne di Dalmasio, questo ci porta fondamentali spunti sulla datazione dell’affresco che viene riportata tra il Tre e il Quattrocento.

### Primo Altare a destra
La pala raffigurante Sant’ Antonio che rampogna il despota Ezzellino da Romano è ricordata nel luogo già nel 1777 come lavoro del faentino Giovanni Gottardi, si è abbastanza certi dell’appartenenza dell’opera al Gottardi data la scritta sul retro che gliela attribuisce.
Valgimigli però sostiene che l’opera fosse stata realizzata da Unterberger e spedita a Faenza da Roma dal Gottardi. In seguito Valgimigli non attribuirà il quadro nemmeno ad Untenberger. L’opera ha molti punti d’incontro coll’opera della Santa Perpetua che è attribuita all’unanime al Gottardi.